# 加埃尔·克利希
基爾·迪米特里·基歷治（法語：Gaël Dimitri Clichy；1985年7月26日—），出生於法國圖盧茲，法國足球運動員，司職左後衛及左中場。現效力於瑞士超級聯賽球會塞維特。

## 足球生涯

### 球會生涯

#### 加盟阿仙奴
2003年夏天，阿仙奴領隊雲加以25萬鎊將他從法國球會康城帶到阿仙奴，基歷治在阿仙奴以左後衛身分上陣，但他只能成為英格蘭國家足球隊成員艾殊利·高爾的後備。
2003-04球季，基歷治合共為球會上陣12場，而球會該季以不敗姿態贏得冠軍，他亦取得一面獎牌，他是英超獲得過冠軍獎牌的球員之中，年齡最小的（英超規定球員必須為冠軍球隊上陣10場或以上方可獲得獎牌）。

#### 不斷受傷
2005年10月，艾殊利·高爾勇戰斷腳之後，基歷治便獲得更多的上陣機會。後來，高爾被揭發計劃加盟聯賽死敵切尔西，令基歷治正選上陣的次數越來越多。諷刺的是，基歷治亦和高爾一樣斷腳，令他被逼離開一隊。
基歷治於2006年4月25日歐聯4強對比利亞雷亞爾一戰復出，入替受傷的弗拉米尼。但他弄傷舊患而不能於決賽上陣，直至2006年10月14日才傷癒復出。

#### 成為球會正選
當高爾在2006年8月離開球會加盟車路士，基歷治成為球會的正選左後衛。他還是高爾的替補時的三季，共為球會上陣62場，當中39場是聯賽。在高爾離隊的一季之後，基歷治一共上陣27場聯賽。於2007-08球季，更以左後衛身分入選PFA年度最佳陣容，使他在2008年6月26日和球會簽下一紙長約。在該季的阿仙奴最受歡迎球員選舉中，被球迷選出為第二名。在2008/09球季球隊對巴尼特的首場季前熱身賽，首次以隊長身分上陣。11月1日作客1-2負於斯托克城，在完場前補時射入首個英超入球。

#### 加盟曼城
2010/11球季結束後，基歷治和球會的合約只剩一年，而且拒絕與球會續約，領隊雲加為免在合約結束後令基歷治以自由身轉會，而不能賺取任何轉會費，故此唯有於2011年7月4日把基歷治賣到曼城。

#### 巴沙克舒希
2017年7月7日， 伊斯坦布爾巴沙克舒希宣布基歷治在當天早些時候通過體檢，隨後他與該土耳其球會簽訂一份為期3年的合約。
2020年7月19日，基歷治幫助巴沙克舒希獲得他們的第一個聯賽冠軍，並在該賽季倒數第二天為球會戰勝卡塞利的比賽射入比賽中的唯一入球。

#### 塞維特
2020年12月2日，基歷治以自由轉會簽18個月的合約加盟瑞士超級聯賽球會塞維特。

### 國家隊生涯
2007年基歷治入選了法國國家隊。於2008年1月再次被召入友賽西班牙，以及2月5日友賽剛果民主共和國。雖在阿仙奴有極佳的表現，但仍被法國領隊杜明尼治剔出2008年歐洲國家盃法國隊的名單之內。9月10日在2010年世界盃歐洲區外圍賽首次披甲出戰塞爾維亞。

## 接近死亡經歷
基歷治年少時，爬過一個金屬的欄杆後，他戴著的戒指被卡住，令他的一隻手指被切斷。他進行了7個小時的手術才把手指駁回，但在手術其間，他的心跳因肺部問題而停止了，幸好在15秒後回復心跳，最終康復，醫生形容他能生還是一個奇蹟。原來基歷治的媽媽曾在醫院擔任護士，所以在意外發生後，應變能力很高的她令基治免去死亡。

## 比賽特色
基歷治是英超進攻意識最強的後衛之一。當時亦是英超其中一位速度最高的球員，他常從左中場罗西基身後帶球超越，然後便參與進攻。而他擔任左翼時亦貢獻多個助攻。基歷治加盟阿仙奴後，帶球的技術運步神速，天賦使他成為球會不可或缺的進攻球員。防守方面，基歷治在每場都表現成熟。雖然他鏟球不多以及常因進攻而忘記回防，但他最近的鏟球技術有極大的進步、位置感亦加強，令其失位的次數亦減少了。

## 榮譽
阿仙奴
- 英超 冠軍：2003-04
- 英格蘭足總盃：2004-05
- 歐聯亞軍：2005-06
- 酋長盃：2007
- 阿積士四角賽冠軍：2005、2007

個人
- 入選PFA年度最佳陣容：2007/08年球季